# VDL Lexio
VDL Lexio - autobus międzymiastowy oferowanego przez VDL Bus & Coach w latach 2005 - 2011 r.

## Historia
Premiera odbyła się podczas targów IAA 2004, gdzie było prezentowane obok autobusu piętrowego VDL Synergy (dawniej Berkhof Axial, potem Bova Axial). Modelem Lexio VDL Bova podjęło próbę ekspansji rynku autobusów międzymiastowych, stanowiąc konkurencję dla MAN Lion’s Regio, Mercedes-Benz Integro, Irisbus Crossway i Setra Multi Class Za opracowanie autobusu odpowiedzialne były Berkhof i Bova. Nazwa Lexio miała być kojarzona z elastycznością i przetargami publicznymi. Oparto na podwoziu stosowanym w pokrewnych modelach koncernu VDL Bus International. Strategia obrana przy sprzedaży skupiała się na prywatnych przewoźnikach stanowiących dotychczasową klientelę Bovy, którzy chcą również korzystać ze swoich autobusów międzymiastowych w celu wycieczek i przesiadek.
Podczas listopadowego wydarzenia Danske Busvognmænds Lexio był przedmiotem wystawy VDL. Cztery egzemplarze zostały sprzedane duńskiemu Centrum Turist w 2005 r. W następnym roku również belgijski Collard-Lambert (3 sztuki, w listopadzie 2006 r) i niemieckie Eckerl Reisen (1 sztuka, 2006 r).

### Nieudana współpraca ze Neobusem
W grudniu 2008 r ogłoszono zawarcie współpracy z serbskim Neobusem na produkcję od przyszłego roku modelu Lexio i budowę linii produkcyjnej w Novi Sadzie. Inicjatywa produkcji z przeznaczeniem na Holandię wyszła ze strony VDL z uwagi na konkurencję ze strony tureckich producentów (oferta holenderskiego producenta była wyceniana na 180 000 euro, natomiast konkurencyjna Temsa Tourmalin kosztowała 20 tys. euro taniej) i celem redukcji kosztów zaoferowało Neobusowi 3-letni kontrakt na budowę 150 pojazdów Lexio rocznie (tj. 14 pojazdów miesięcznie). Zalążkiem współpracy był program pilotażowy w postaci montażu częściowo zbudowanego pojazdu i dwóch rozmontowanych, aby finalnie zbudować kompletny pojazd z użyciem krajowych części by poddać ocenie jakość montażu pojazdów. Finalnie, zawarto kontrakt 18 listopada 2009 r na produkcję i eksport modelu Lexio opiewający na kwotę 30 mln euro. Minister Gospodarki i Rozwoju Regionalnego Mlađan Dinkić obwieszczał plany na produkcję 450 autobusów w ciągu trzech lat, eksport na rynek francuski, włoski i niemiecki i szansę zatrudnienia dodatkowych 26 pracowników. Fundusz Rozwoju Serbii przyznał 1,5 mln euro pożyczki na stały kapitał obrotowy na zakup surowców na rozpoczęcie produkcji i planowano dodatkową transzę w wysokości 1,2 mln na modernizację wyposażenia. Seryjna produkcja miała się rozpocząć w następnym tygodniu. VDL odpowiadał za dostarczanie podwozi. Model mógł zostać dostarczony z rampą dla osób niepełnosprawnych, dostosowany do przewozów szkolnych. z większą lub mniejszą liczbą wskaźników kierunkowych, kamerą cofania, blokadą antyalkoholową, czujniki parkowania, oddzielne miejsca do transportu wózków inwalidzkich i wózków dziecięcych, wraz z innymi akcesoriami. Rząd Serbii obiecywał krajowym odbiorcom dotację w wysokości 20% wartości pojazdu, o ile został wyprodukowany w Serbii
Doniesienia o problemach VDL z firmą Neobus pojawiły się w czerwcu 2011 r. Neobus zażądał od holenderskiego koncernu ponad 900 000 euro za ukończone i częściowo dostarczone pojazdy. W połowie 2010 r Neobus dostarczył 7 kompletnych pojazdów dla VDL z 18 dostarczonych podwozi. Zapłata miała zostać dokonana w przeciągu 14 dni od każdego dostarczonego egzemplarza. Finalnie pieniądze przekazano trzy miesiące później za 5 pojazdów. Z braku odzewu VDL na zastrzeżenia producenta, Neobus nie dostarczył pozostałych 11 pojazdów, póki rachunek nie zostanie uregulowany. Na spotkaniu, w sierpniu 2010 r. właściciel Neobus odrzucił koncept przejęcia zakładów przez koncern VDL z uwagi na podpisany  kontrakt, w odpowiedzi Holendrzy zaprzestali kontaktu. Odmowa koncernu na spłacenie zobowiązań względem partnera i odrzucenie propozycji otwarcia wspólnego rachunku, gdzie bank kontrolowałby realizację zobowiązań, stwarzało problem dla Neobusa zmagającego się ze spłatą rat kredytu zaciągniętego przez Fundusz Rozwoju Serbii na sfinansowanie produkcji. Firma złożyła wniosek o reprogramowanie zadłużenia i liczyła na pozytywne rozpatrzenie. W 2012 r zakłady zostały wystawione na sprzedaż. Technologia wdrożona na potrzeby produkcji modelu VDL została wykorzystana po latach do opracowania miejskiego modelu Citta. Ponadto zapożyczno kilka elementów, w tym lusterka wsteczne.

#### Zakończenie produkcji
Produkcja modelu Lexio zakończyła się po 2012 r. Oficjalnie nie doczekało się następcy w gamie VDL.

## Budowa i eksploatacja
Model zbudowano na podwoziu DAF/VDL SB4000+. Wszystkie profile stalowe poniżej linii podłogi zostały wykonane ze stali nierdzewnej, panele boczne nad podłogą z blachy ocynkowanej. Konstrukcja stalowa jest trwale zabezpieczona dwuskładnikową farbą, którą nakłada się również elektrostatycznie. Bezpieczeństwo zapewniały pałąki na słupku B i z tyłu pojazdu chroniące nadwozie w przypadku dachowania. Za źródło napędu posłużył sześciocylindrowy rzędowym silnik DAF o pojemności 9,2 litra z wtryskiem pompowo-dyszowym i mocą do wyboru 310 KM lub 360 KM spełniającym (w chwili premiery) normę emisji spalin Euro 3, opcjonalnie można było wyposażyć w filtr CRT firmy Eminox. Po raz pierwszy w Lexio zastosowano ręczne skrzynie biegów Daimler-Chrysler oraz automatyczne skrzynie biegów produkcji ZF.
Zwalniacz obsługiwało się za pomocą pedału hamulca, w testach pojazd wykazywał radzenie sobie bez elektronicznego układu hamulcowego i kontroli dynamiki jazdy ESP. Komputer pokładowy monitorował wszystkie elektronicznie sterowane komponenty i na bieżąco informował kierowcę o stanie pojazdu, co zdaniem producenta miało umożliwić warsztatowi łatwiejsze znalezienie usterki.
W testach pojazdu chwalono niski stopień i szerokie, dobrze zaprojektowane stopnie przy drzwiach wejściowych, ułatwiające dostęp osobom starszym. Pozytywnie oceniano prostotę i ergonomię deski rozdzielczej, pneumatycznie regulowaną kolumnę kierownicy, bogate wyposażenie stanowiska kierowcy, pneumatyczny fotel. Widoczność zapewniała wzorem autobusów turystycznych duża przednia szyba. Wyposażenie wnętrza Lexio obejmowało półki bagażowe, proste lampy neonowe odpowiadały za oświetlenie pojazdu, obowiązkowy podnośnik dla wózków inwalidzkich mógł być zintegrowany ze środkowymi drzwiami. Krytyce poddano zbyt pionowe ustawienie foteli i brak możliwości ich odchylenia, brak indywidualnego oświetlenia, udziwnione rozmieszczenie przycisków Żądania zatrzymania i mylącego czerwonego koloru. Pojazd chwalono za klimatyzację, przyciemniane szyby i skrzynię biegów, która gwarantowała dużą elastyczność jazdy.

## Specyfikacja techniczna
Opracowane na podstawie broszury opublikowanej na portalu WikiBus
|                            | LLD 123 | LLD 130 |
| -------------------------- | --- | --- |
| Długosć                    | 12,33 m | 13,06 m |
| Konstrukcja                | Podwozie: VDL SB 4000+ PR; Zintegrowane nadwozie, podłoga pod fotelami pasażerów ze stali nierdzewnej. Słupki bezpieczeństwa spełniające normę R66 zintegrowane w słupku B i ścianie tylnej.                                                           | Podwozie: VDL SB 4000+ PR; Zintegrowane nadwozie, podłoga pod fotelami pasażerów ze stali nierdzewnej. Słupki bezpieczeństwa spełniające normę R66 zintegrowane w słupku B i ścianie tylnej.                                                           |
| Zwis przedni               | 2 735 mm | 2 735 mm |
| Zwis tylny                 | 3 385 mm | 3 385 mm |
| Promień skrętu             | 22,648 m | 24,5 m |
| Wysokość wnętrza           | 2 190 mm | 2 190 mm |
| Maksymalny moment obrotowy | 1250 Nm przy 1100 - 1700 obrotach na minutę | 1450 Nm przy 1100 - 1700 obrotach na minutę |
| Retarder                   | Voith (GO-170SGS) lub ZF (skrzynie ZF) | Voith (GO-170SGS) lub ZF (skrzynie ZF) |
| Sprzęgło                   | Jednotarczowe suche, sterowane hydraulicznie, wspomagane pneumatycznie, średnica ⌀ 430 mm. | Jednotarczowe suche, sterowane hydraulicznie, wspomagane pneumatycznie, średnica ⌀ 430 mm. |
| Zawieszenie                | Przód: pneumatyczne, 2 poduszki powietrzne i 2 amortyzatory Koni. Tył: pneumatyczne, 4 poduszki powietrzne, 4 amortyzatory Koni i 1 drążek stabilizujący. ECAS (Electronically Controlled Air Suspension) + system podnoszenia i opuszczania podwozia. | Przód: pneumatyczne, 2 poduszki powietrzne i 2 amortyzatory Koni. Tył: pneumatyczne, 4 poduszki powietrzne, 4 amortyzatory Koni i 1 drążek stabilizujący. ECAS (Electronically Controlled Air Suspension) + system podnoszenia i opuszczania podwozia. |
| Hamulce                    | Dwuobwodowy układ hamulcowy z wentylowanymi tarczami hamulcowymi ZF/Knorr na przedniej i tylnej osi, dwuobwodowy system hamulcowy, hamulec silnikowy, EBS (Electronic Brake System) ze wspomaganiem hamowania (Brake Assist), ABS i ASR.               | Dwuobwodowy układ hamulcowy z wentylowanymi tarczami hamulcowymi ZF/Knorr na przedniej i tylnej osi, dwuobwodowy system hamulcowy, hamulec silnikowy, EBS (Electronic Brake System) ze wspomaganiem hamowania (Brake Assist), ABS i ASR.               |
| Elektryka                  | Połączenie tradycyjnej instalacji elektrycznej oraz systemu cyfrowego (CAN: Controller Area NetWork). Kierowca ma możliwość sprawdzania wielu funkcji pojazdu na wyświetlaczu, używając przycisku na desce rozdzielczej.                               | Połączenie tradycyjnej instalacji elektrycznej oraz systemu cyfrowego (CAN: Controller Area NetWork). Kierowca ma możliwość sprawdzania wielu funkcji pojazdu na wyświetlaczu, używając przycisku na desce rozdzielczej.                               |
| Zbiornik paliwa            | 400 litrów + 45 l płynu AdBlue | 400 litrów + 45 l płynu AdBlue |
| Ogzewanie                  | Standardowy system wentylacji, ogrzewanie przedziału pasażerskiego za pomocą 4 ogrzewaczy ściennych i nagrzewnica przednia z funkcją odparowywania szyby przedniej, sterowana elektronicznie.                                                          | Standardowy system wentylacji, ogrzewanie przedziału pasażerskiego za pomocą 4 ogrzewaczy ściennych i nagrzewnica przednia z funkcją odparowywania szyby przedniej, sterowana elektronicznie.                                                          |
| Oś przednia                | ZF RL-75EC; niezależne zawieszenie przedniej osi, nacisk na oś: 7,1 t | ZF RL-75EC; niezależne zawieszenie przedniej osi, nacisk na oś: 7,1 t |
| Oś tylna                   | ZF A-l 32; przełożenie 1:3,23 (GO-170), 1:2,93 (ZF AS Tronic) i 1:3,54 (ZF HP594C + ZF HP604C); stabilizator drążka skrętnego | ZF A-l 32; przełożenie 1:3,23 (GO-170), 1:2,93 (ZF AS Tronic) i 1:3,54 (ZF HP594C + ZF HP604C); stabilizator drążka skrętnego |
| Bagażnik                   | 5,4 m³ | 6,3 m³ |
| Opony                      | Goodyear 295/80 R22,5 M, profil LHS | Goodyear 295/80 R22,5 M, profil LHS |